# David Baines
David Edward Baines est un homme politique du Parti travailliste britannique qui est député de St Helens North depuis 2024.

## Biographie
Baines grandit à Haydock. Il travaille comme professeur avant de se lancer en politique.
Il est élu conseiller du conseil de St Helens pour le quartier de Windle en 2013, après avoir travaillé comme enseignant dans une école primaire. En 2019, il devient chef du conseil de St Helens, puis adjoint au maire de la région de la ville de Liverpool  avant de se retirer en 2024 avant sa campagne électorale, après avoir été sélectionné comme candidat travailliste pour St Helens North.
Lors des élections générales de 2024, Baines est élu député de St Helens North avec 21 284 voix (52,6 %) et une majorité de 12 169 voix sur le candidat de Reform UK arrivé en deuxième position,.